# 阿兹哈依布拉欣
拿督哈芝阿兹哈·依布拉欣（1946年—2019年10月23日），马来西亚政治人物，曾经于1990年至2013年担任槟城州议会本那牙州议员，曾受委为槟城州行政议员，2008年槟城变天后成为反对党领袖。2013年他退出政坛，不再上阵。2019年10月23日，他于晚上8时30分左右在马大医药中心病逝，其遗体之后埋葬在哥打白沙罗第9区的墓地。

## 个人荣誉
- 檳城：
  -  槟城护国效忠勋章（DSPN）—拿督（1999年）[4]
  -  槟城护国荣誉勋章（DMPN）—拿督（2004年）[4]